# 1957 en informatique
 (octobre 2020).
Si vous disposez d'ouvrages ou d'articles de référence ou si vous connaissez des sites web de qualité traitant du thème abordé ici, merci de compléter l'article en donnant les références utiles à sa vérifiabilité et en les liant à la section « Notes et références ».
1956 en informatique - 1957 - 1958 en informatique
Cet article traite de l'année 1957 dans le domaine de l'informatique.

## Événements
- L'Association française de calcul, première société savante de "calcul électronique", est fondée à Paris.
- L'Institut de mathématiques appliquées de Grenoble (IMAG) s'équipe d'un ordinateur Bull Gamma ET à tambour magnétique, payé 45 MF[1].